# Hylophylax naevius
A Hylophylax naevius a madarak (Aves) osztályának verébalakúak (Passeriformes) rendjébe és a fazekasmadár-félék (Furnariidae) családjába tartozó faj.

## Rendszerezése
A fajt Johann Friedrich Gmelin német természettudós írta le 1789-ben, a Pipra nembe Pipra naevia néven. Szerepelt a Hylophylax naevia néven is.

## Alfajai
- Hylophylax naevius consobrina Todd, 1913
- Hylophylax naevius naevius (Gmelin, 1789)
- Hylophylax naevius obscurus Todd, 1927
- Hylophylax naevius ochraceus (Berlepsch, 1912)
- Hylophylax naevius peruvianus Carriker, 1932
- Hylophylax naevius theresae (Des Murs, 1856)[2]

## Előfordulása
Az Amazonas-medencében, Bolívia, Brazília, Ecuador, Francia Guyana, Guyana, Kolumbia, Peru, Suriname és Venezuela területén honos. Természetes élőhelyei a szubtrópusi és trópusi síkvidéki esőerdők és mocsári erdők. Állandó nem vonuló faj.

## Megjelenése
Testhossza 10,5–11,5 centiméter, testtömege 11–14 gramm.

## Életmódja
Rovarokkal táplálkozik, de pókokat is fogyaszt.

## Természetvédelmi helyzete
Az elterjedési területe rendkívül nagy, egyedszáma pedig stabil. A Természetvédelmi Világszövetség Vörös listáján nem fenyegetett fajként szerepel.